# جبل غویل
جبل غویل  یک منطقهٔ مسکونی در عمان است که در استان بریمی واقع شده‌است.